# Dayeuhmanggung
Dayeuhmanggung is een bestuurslaag in het regentschap Garut van de provincie West-Java, Indonesië. Dayeuhmanggung telt 3630 inwoners (volkstelling 2010).